# 2021年熱海土石流

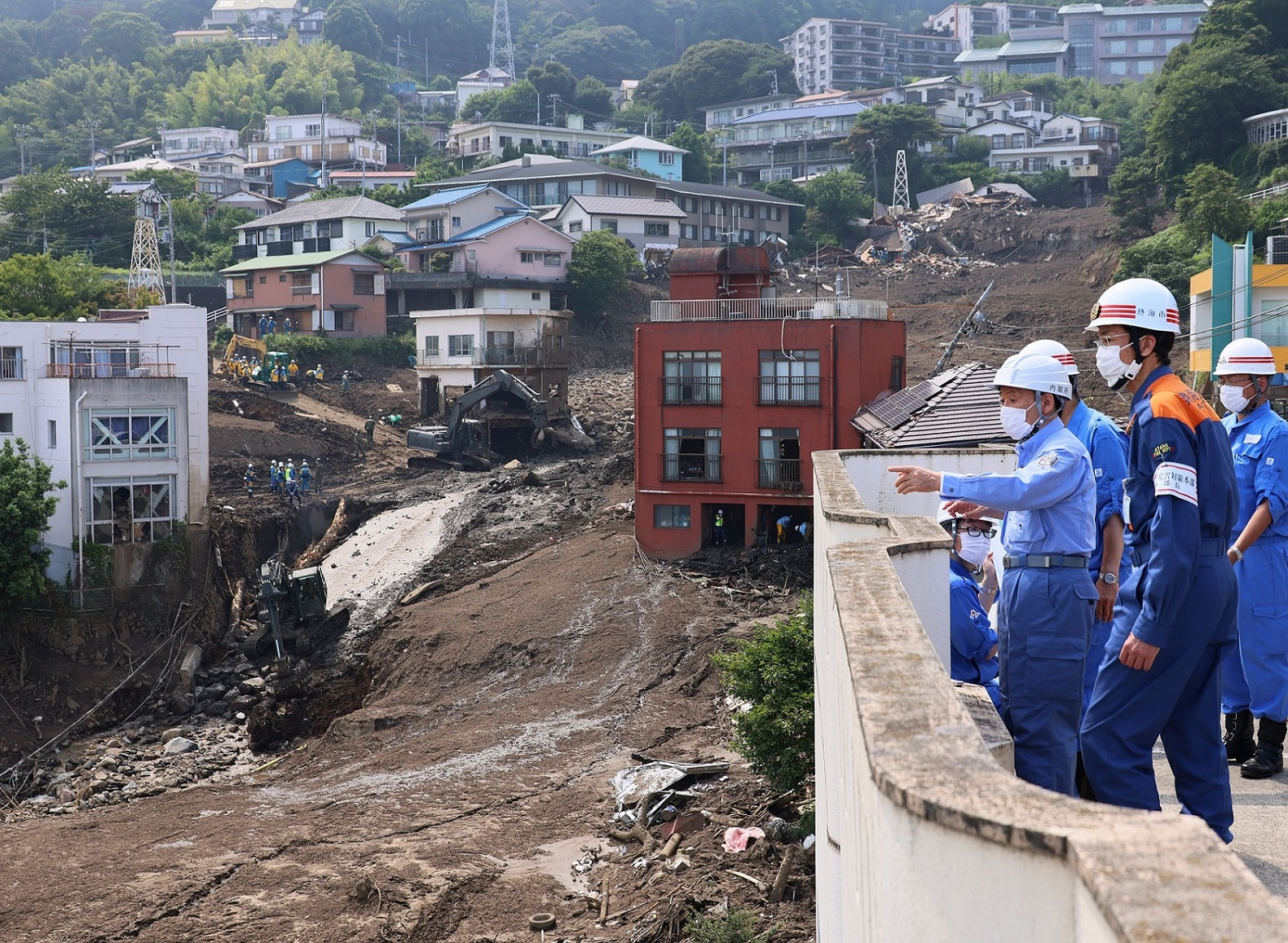
菅义伟为了视察自受灾情况访问了熱海

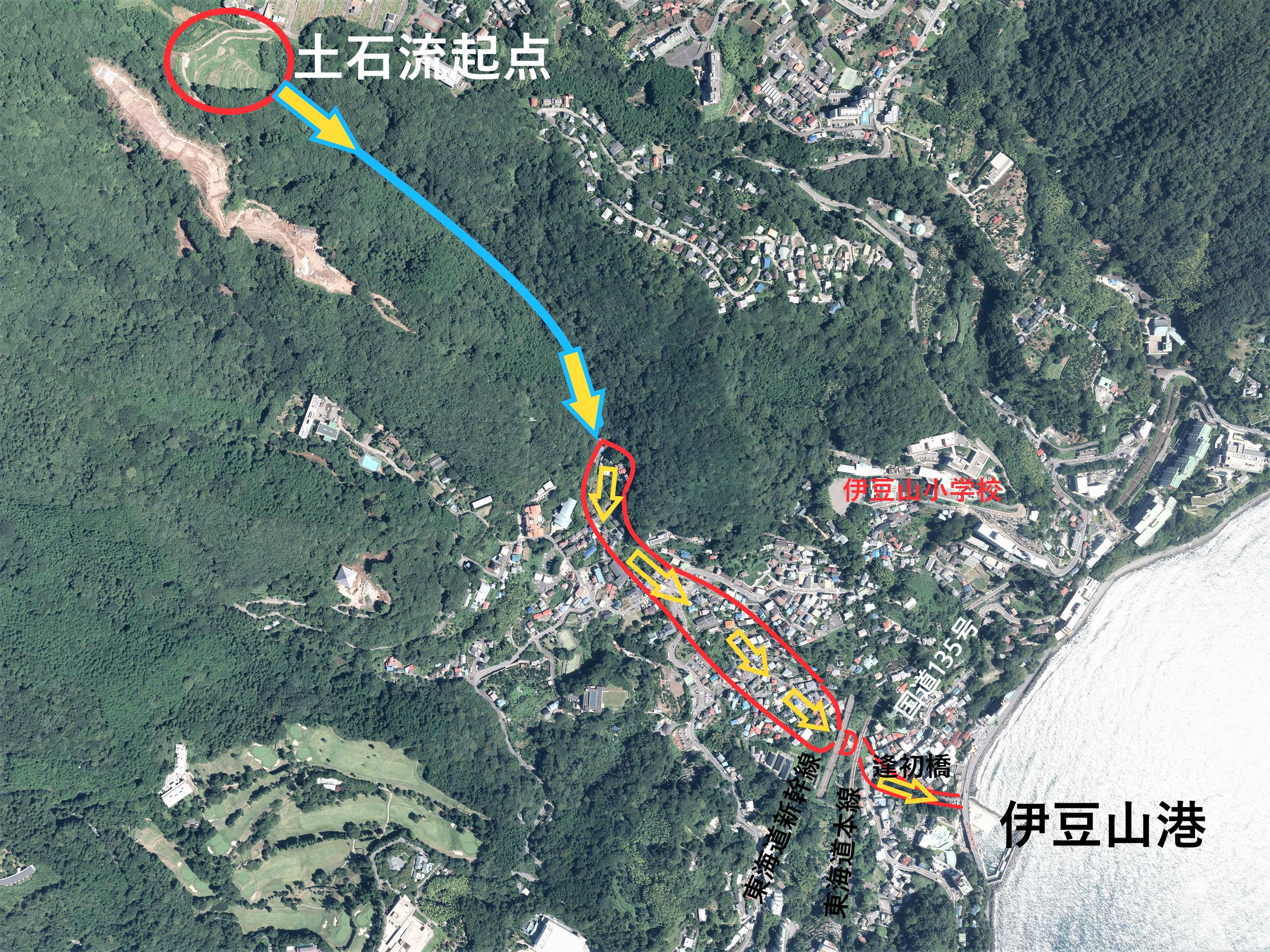
灾害情况航拍模拟图

2021年7月3日上午点半左右，日本静岡县熱海市伊豆山受降雨影响发生了一起泥石流灾害。本次泥石流灾害造成26人死亡、1人失踪，泥石流沿途冲毁、损坏房屋建筑共计128栋。

## 介绍
受梅雨带来的暴雨天气响，2021年7月3日10点半左右，热海市伊豆山神社附近发生了一次大型泥石流灾害。截至2021年9月3日，泥石流灾害致26人死亡、1人失踪，沿途冲毁、损坏房屋建筑共计128栋。
事发当日12点30分，当地日的本陆上自卫队第34普通科連隊受理静岡県知事川勝平太的灾害派遣请求，从御殿場市板妻驻军点派遣约30人、从駒門驻军点派遣约80人赴灾区执行救灾任务。
熱海市经住民基本台帐对灾害发生地点的220余人登记在册人员进行调查，截至2021年7月22日已取得联系的有200余人，包括未登记人员共有8人失踪。